# Cunnawarra cassisi
Cunnawarra cassisi är en spindelart som beskrevs av Davies 1998. Cunnawarra cassisi ingår i släktet Cunnawarra och familjen Amphinectidae.
Artens utbredningsområde är New South Wales. Inga underarter finns listade i Catalogue of Life.